# Alergia alfa-gal
A alergia alfa-gal, também conhecida como alergia à carne vermelha, é um tipo de reação alérgica que ocorre após a exposição a produtos contaminados por alfa-gal, por exemplo, a carne vermelha. Os sintomas podem incluir urticária, náusea, diarreia, falta de ar, tontura e dor abdominal. Seu surgimento ocorre entre duas a seis horas após a exposição. Dentre as complicações, a anafilaxia pode estar inclusa.
Acredita-se que a condição possa ser causada pela mordida de certos carrapatos como o carrapato estrela solitária nos Estados Unidos e a paralisia do carrapato na Austrália. O mecanismo básico ocorre quando o corpo produz imunoglobulina E (IgE), anticorpos que reagem ao carboidrato galactose-alfa-1,3-galactose (alfa-gal). Outros fatores que podem piorar a reação incluem álcool, exercícios, especiarias e AINEs. O diagnóstico é baseado nos sintomas e no teste de IgE para alfa-gal nos níveis sanguíneos.
O manejo envolve evitar produtos que contenham o alfa-gel. Isso significa que é preciso evitar o consumo de carne e leite derivado de mamíferos. Em certos casos, até mesmo a gelatina precisa ser evitada. Dentre os medicamentos que podem conter alfa-gal, a heparina e o cetuximabe estão inclusos. Para aqueles que desenvolveram anafilaxia, a epinefrina é aplicada. Picadas de carrapatos devem ser evitadas, pois estas podem piorar a condição. A prevenção é evitar a mordida de carrapato ao tratar as roupas com permetrina e usar DEET.
A alergia alfa-gal foi reportada em 17 países nos seis continentes. Em certas partes da Austrália, cerca de 113 entre 100.000 pessoas foram afetadas, enquanto cerca de 13 entre 100.000 foram acometidas pela condição em Virgínia e 4 entre 100.000 em algumas partes da Alemanha. A condição foi descrita pela primeira vez entre 2006 e 2007 por Sheryl van Nunen.